# 约瑟夫·拉莫尔
约瑟夫·拉莫尔（英語：Joseph Larmor，1857年7月11日—1942年5月19日），出生于爱尔兰安特里姆郡利斯本，爱尔兰物理学家和数学家，在电学、动力学、热力学以及电子理论方面都有贡献。他最有影响力的著作是发表于1900年的理论物理书籍《以太和物质》（Aether and Matter）。